# Dolmen de la Valbonette
Le dolmen de la Valbonnette est un dolmen situé à Saint-Raphaël, dans le département du Var en France.

## Description
L'édifice est situé à flanc de colline, presque au sommet d'un petit col. En haut de la colline, il existe une station préhistorique composée d'un mur d'enceinte partiellement détruit, d'une zone qui pourrait être un autre site funéraire ou un site d'extraction de dalles mégalithiques, et d'une zone terrassée permettant d'observer en contrebas la région du Grenouillet. 
Le dolmen de la Valbonette est très endommagé mais il est probable qu'il s’apparente aux structures du type grand dolmen des Maures. Il se présente comme un grand tumulus arasé, de forme ovale, mesurant environ 15 m dans son plus grand axe aligné ouest-est. Au centre, émerge une chambre sépulcrale allongée ( 6 m à 7 m de long), orientée à l'ouest.

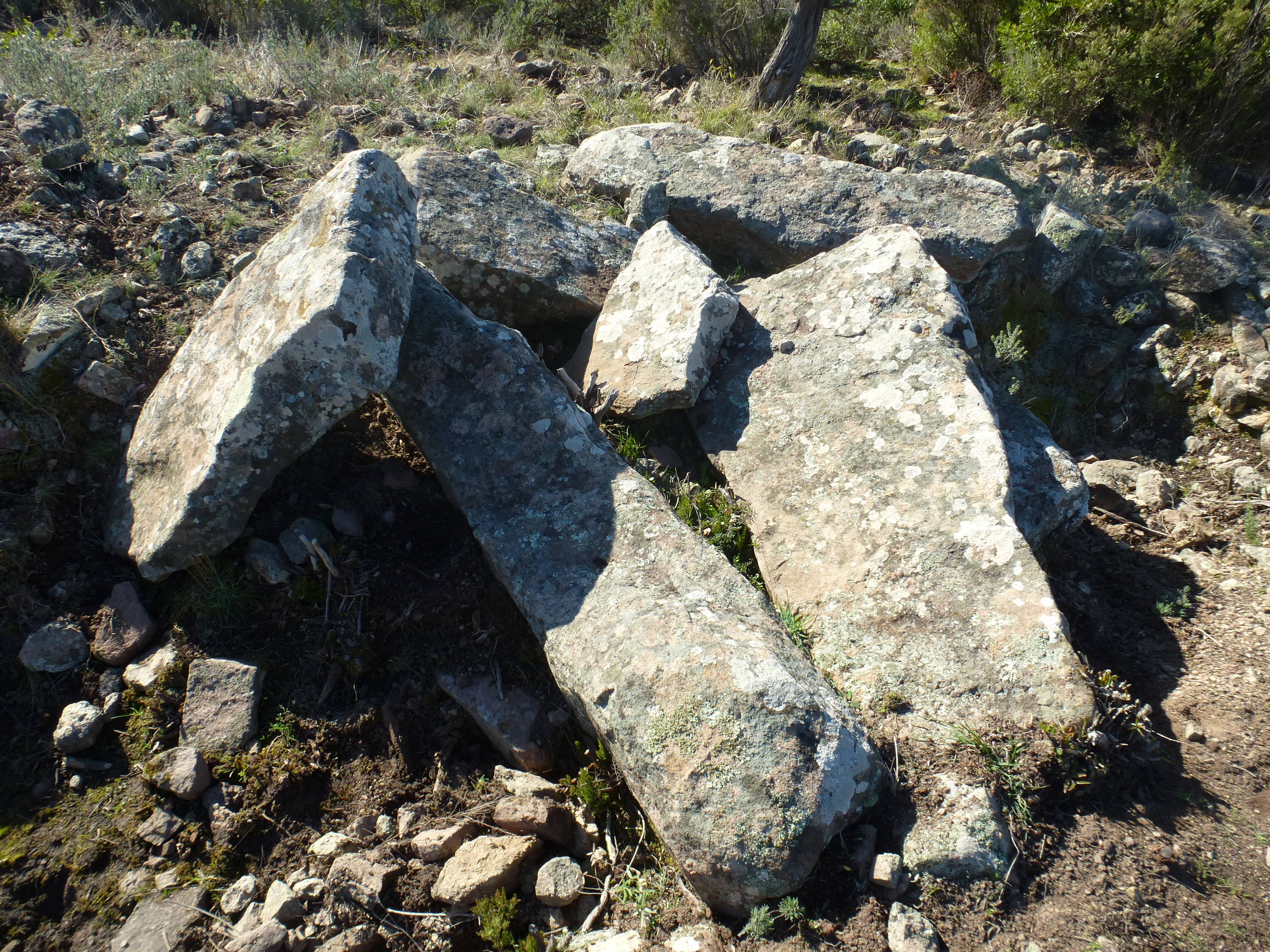
Partie ouest.
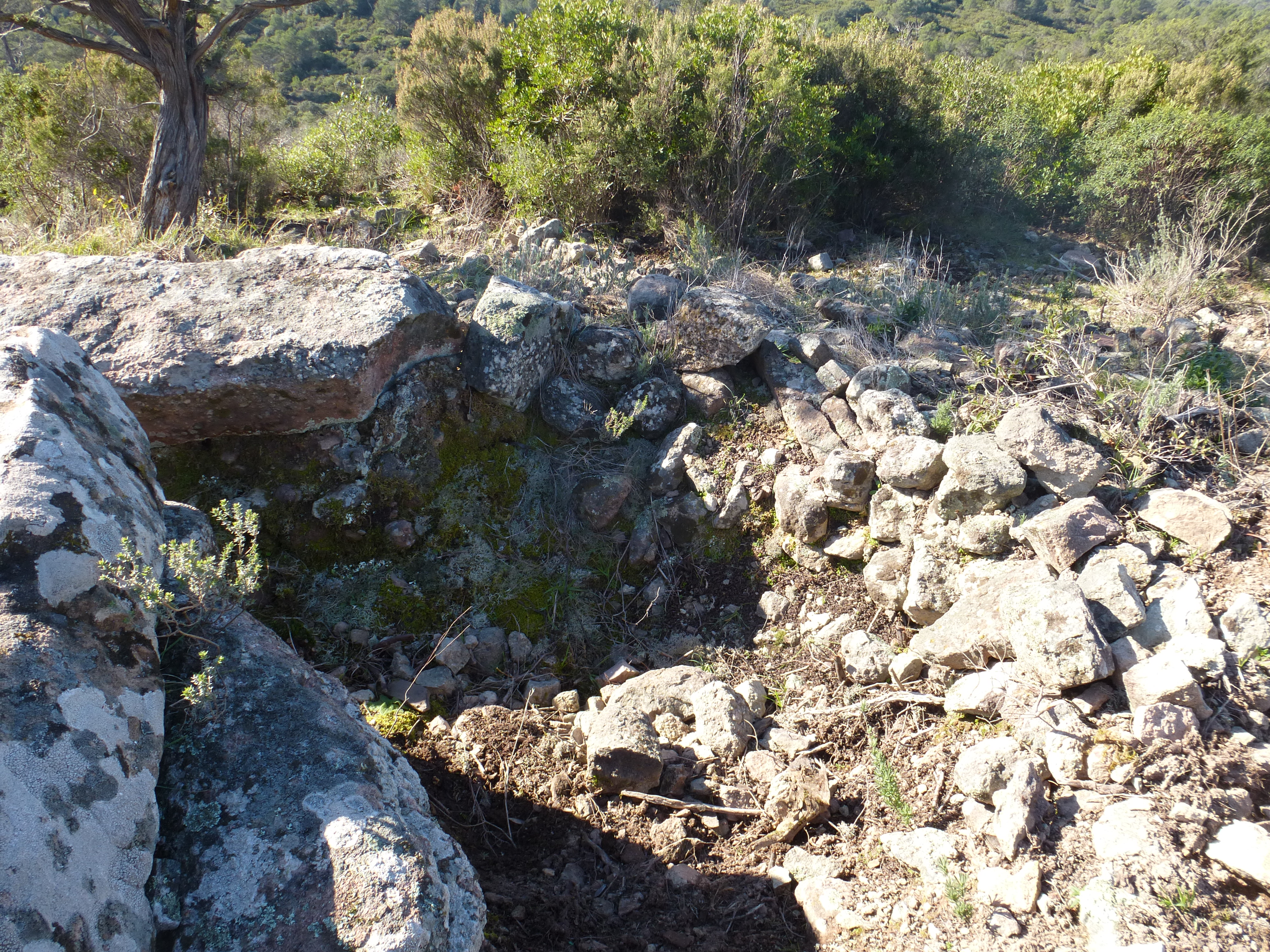
Partie ouest finale.
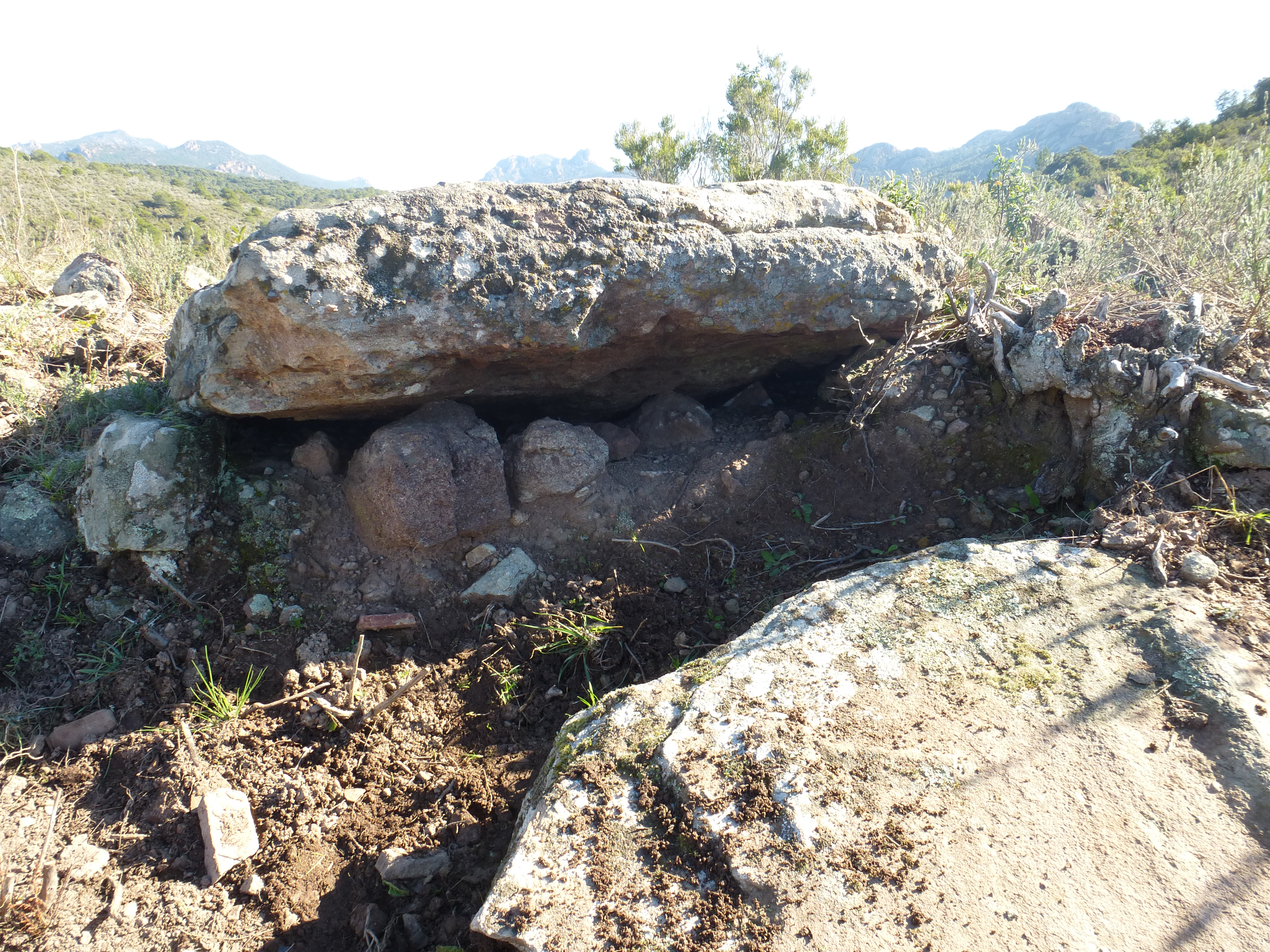
Partie est.

Les fouilles sommaires effectuées par Jeannine de Ridder et Guy Girard ont permis de recueillir un peu de matériel funéraire composé de tessons de céramiques non décorées, d'une armature de flèche foliacée en rhyolite verte, d'un grand fragment de lame en silex, d'une pointe cassée en silex gris, d'une plaquette en forme de polygone partiellement polie et de trois cristaux de quartz hyalin munis d'une encoche destinés à être portés en pendeloque. L'acidité du sol n'a pas permis la conservation d'éventuels ossements,.
L'ensemble a été daté du Chalcolithique.